# Хелм Гльоклер
Хелм Гльоклер (на германски Helm Glöckler) е бивш пилот от Формула 1.
Роден на 13 януари 1909 година във Франкфурт на Майн, Германия.

## Формула 1
Хелм Гльоклер прави своя дебют във Формула 1 в голямата награда на Германия през 1953 година. В световния шампионат записва 1 състезания, като не успява да спечели точки. Състезава се с частен Купур.